# Národní památník Rogera Williamse
Národní památník Rogera Williamse je upravený městský park nacházející se na území původního osídlení města Providence ve státě Rhode Island. Osada byla založena Rogerem Williamsem v roce 1636. Památník připomíná život R. Williamse, který byl spoluzakladatelem Colony of Rhode Island and Providence Plantations.:s.1 Williams byl zastáncem náboženské svobody, a pro toto své přesvědčení byl vyloučen z Massachusetts Bay Colony. Providence založil jako místo, kde se lidé mohou svobodně modlit ke svému bohu, bez toho, aby jim do jejich rozhodování zasahoval stát.
Návštěvnické centrum je umístěno v Antram-Gray House, pocházejícím z počátku 18. století 
Národní památník byl schválen 22. října 1965.:s.55 Do Národního registru historických míst byl zapsán 15. října 1966.:s.56 Dlouho to byl jediný park na Rhode Island spravovaný National Park Service. Další park přibyl až v roce 2014 – Blackstone River Valley National Historical Park.

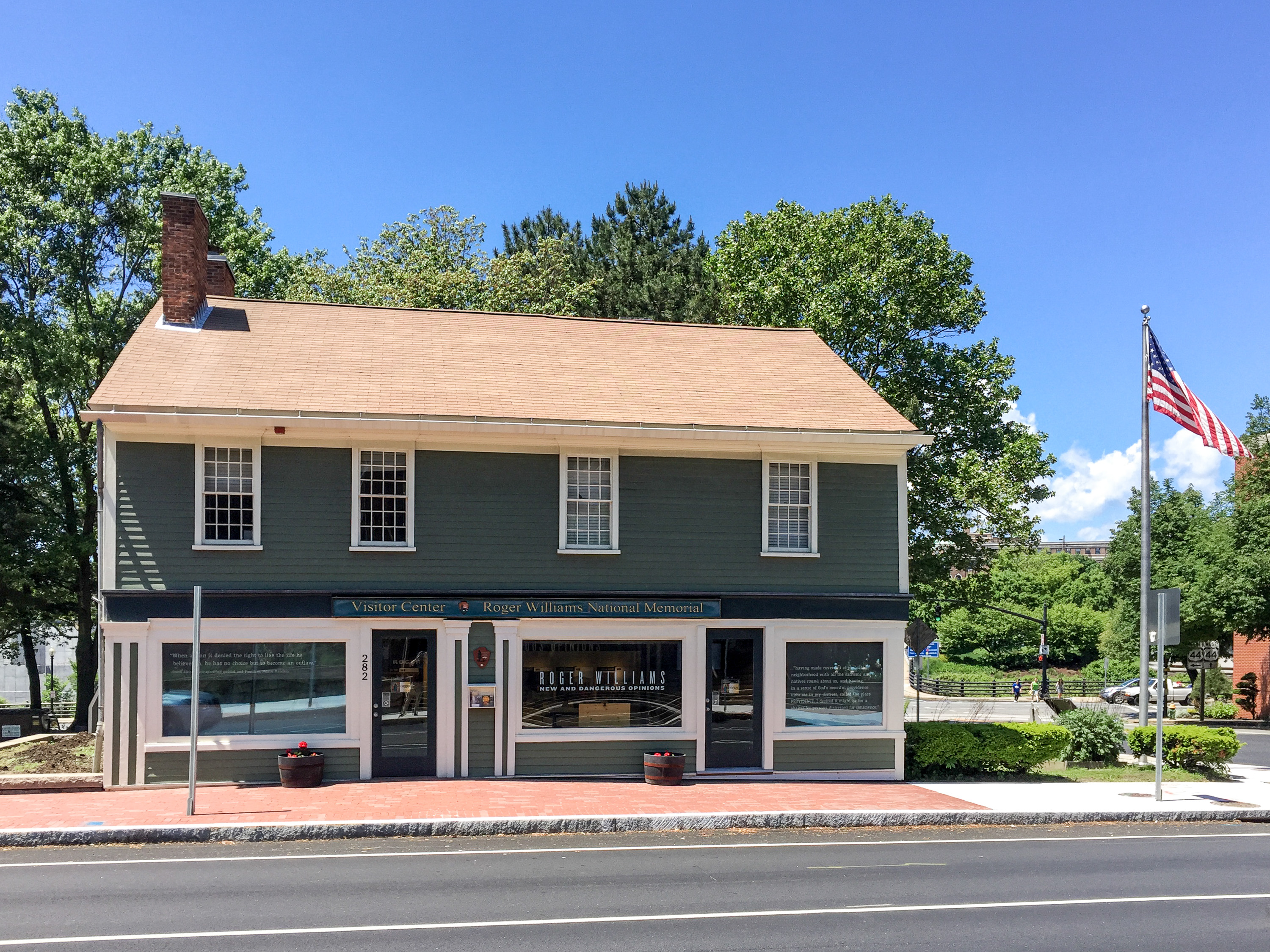
Dům Antram-Gray slouží jako návštěvnické centrum parku
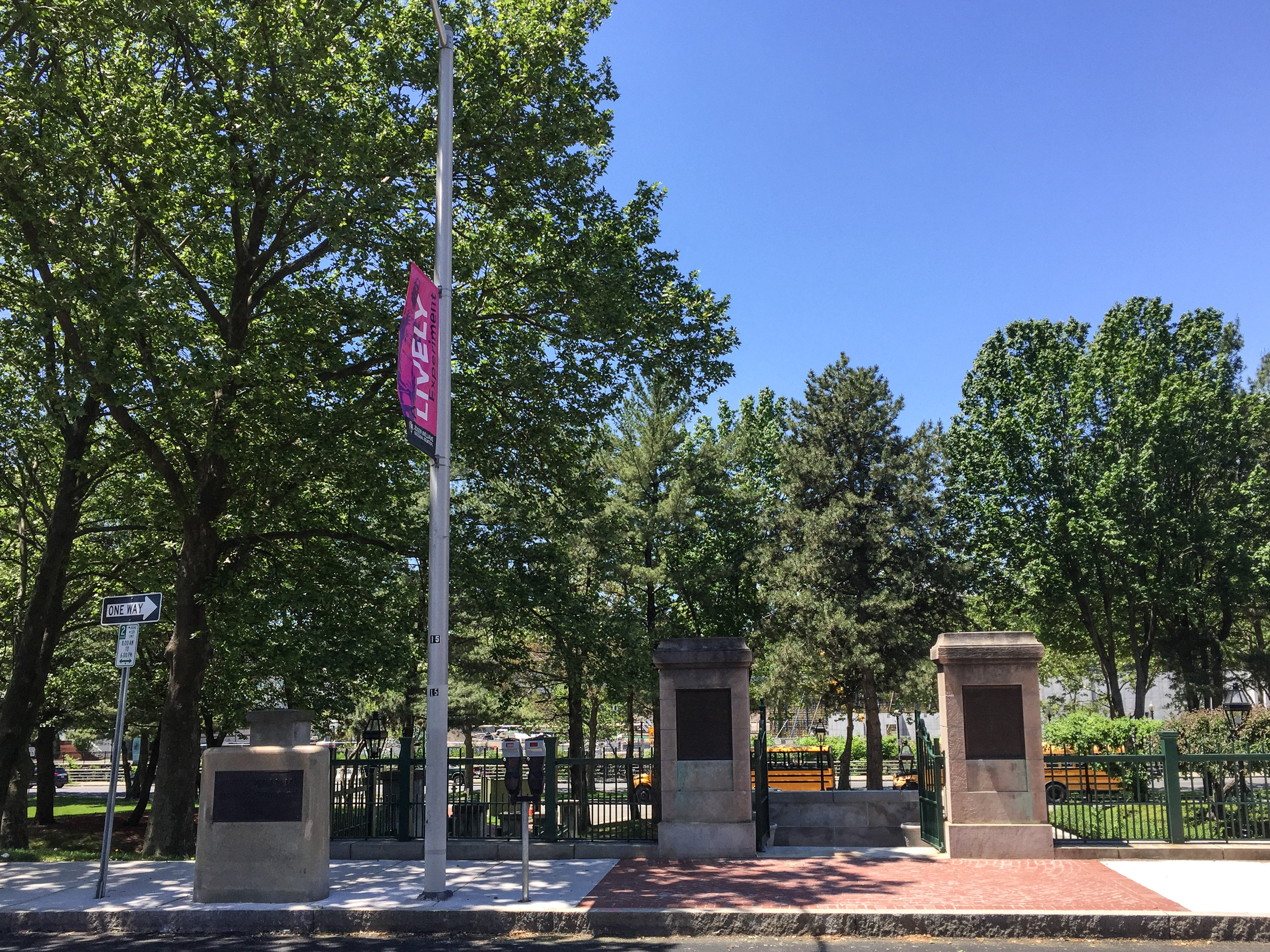
Vstup do parku